# Тучно (Великопольське воєводство)
Тучно (пол. Tuczno, нім. Reichenau) — село в Польщі, у гміні Победзиська Познанського повіту Великопольського воєводства.
Населення — 242 особи (2011).
У 1975-1998 роках село належало до Познанського воєводства.

## Демографія
Демографічна структура станом на 31 березня 2011 року:
|          | Загалом | Допрацездатний вік | Працездатний вік | Постпрацездатний вік |
| -------- | ------- | ------------------ | ---------------- | -------------------- |
| Чоловіки | 113     | 18                 | 88               | 7                    |
| Жінки    | 129     | 15                 | 85               | 29                   |
| Разом    | 242     | 33                 | 173              | 36                   |